# Bagno a Morbo
Bagno al Morbo je naselje v Italiji, v deželi Pisi, v pokrajini Тoskani.
Po oceni iz 2011 je v zaselku živelo 29 prebivalcev. Naselje se nahaja na nadmorski višini 455 m.